# Temple mormon de Madrid

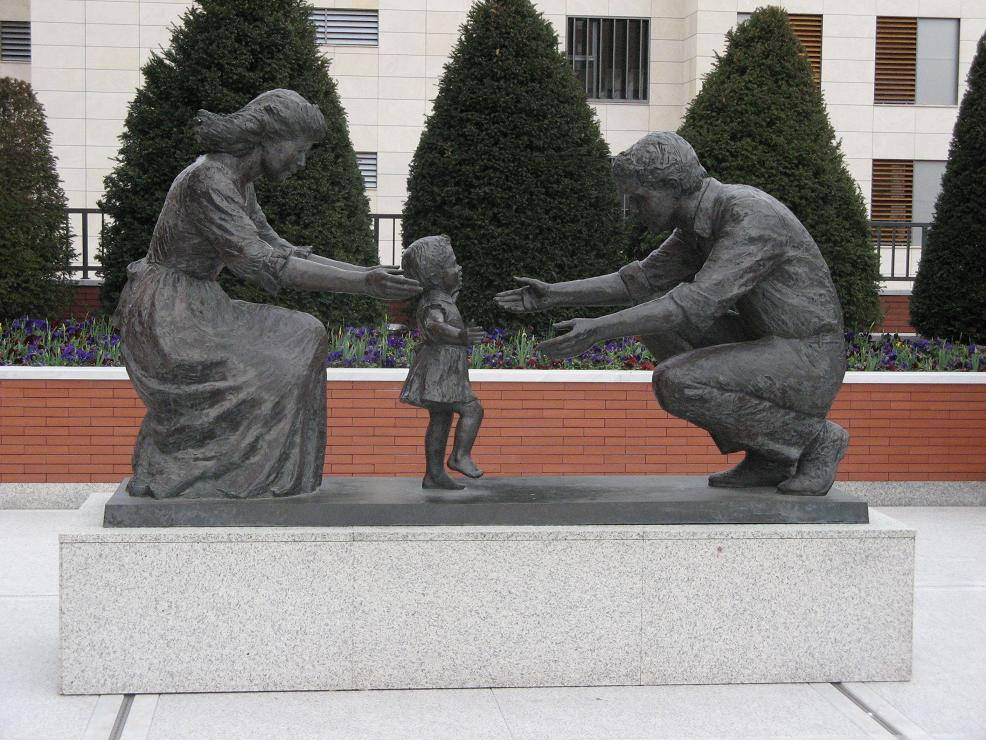
Jardins du Temple de Madrid.

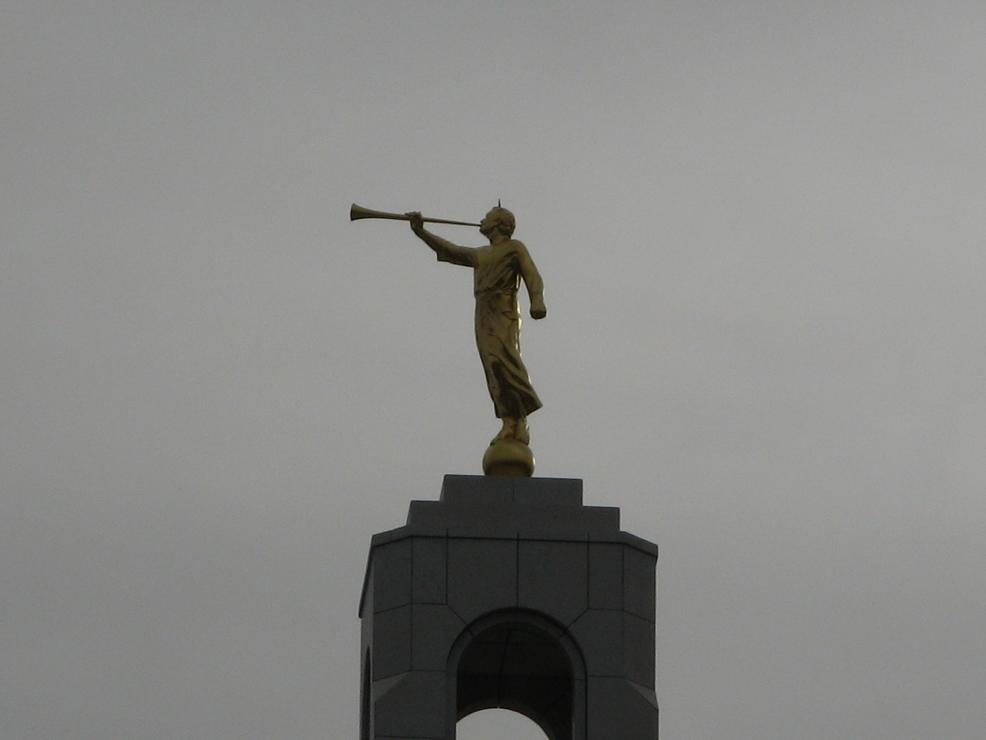
Statue au sommet du Temple.

Le Temple des saints des derniers jours de Madrid (couramment nommé Temple de Madrid) est le 56e temple de l'Église de Jésus-Christ des saints des derniers jours en fonction.
Le Temple de Madrid Espagne construit à Moratalaz, un quartier de Madrid, a été annoncé en 1996. Ce temple est la pièce maîtresse de l'ensemble construit sur plus de 12 000 m2 de terrain qui comprend un Centre de Formation missionnaire, un institut de religion, le logement du Président du Temple, un centre de distribution, un centre d'histoire familiale et un parking souterrain. 
Le temple des Saints des Derniers Jours à Madrid est un symbole très visible de la présence de l'Église en Espagne. Au cours de la journée portes ouvertes plus de 100 000 membres de la communauté et des représentants du gouvernement ont visité le temple, y compris le roi Juan Carlos et la reine Sophie. 
Gordon B. Hinckley, alors président de l’Église de Jesus Christ des Saints des Derniers Jours, s’est rendu à Madrid pour consacrer le temple et, à sa troisième visite, avec le roi et la reine. 
Lors de sa visite en 1992, il leur avait présenté un cadeau spécial créé par des artistes renommés espagnols : une porcelaine du Christ (Lladró), selon le modèle de l'original par Bertel Thorvaldsen. Jose Lladro, président de la Société Lladro, a personnellement remis les cinq premiers exemplaires de la figurine au président Hinckley sur le site de Madrid en Espagne du Temple. L’une des cinq figurines est maintenant exposée en permanence dans le hall du temple. 
Le président Hinckley a dédicacé le temple le 19 mars 1999. Le Temple de Madrid Espagne a un total de 4 250 m2 et comporte quatre salles d’ordonnances et quatre salles de scellement.